# Seefeld-Kadolz
Seefeld-Kadolz là một thị trấn ở huyện Hollabrunn trong bang Niederösterreich, ở nước Áo. Đô thị này có diện tích 21,87 km², dân số năm 2001 là 1037 người.